# Denisa Chládková
Denisa Chládková (ur. 8 lutego 1979 w Pradze) – czeska tenisistka, reprezentantka kraju w Fed Cup.

## Kariera tenisowa
Zawodową tenisistką Chládková była w latach 1997–2006.
Odniosła siedem zwycięstw w turniejach singlowych z cyklu rozgrywek ITF. Ma na koncie również cztery tytuły deblowe. W karierze sklasyfikowana najwyżej na 31. miejscu, 16 czerwca 2003.
W 2003 roku wystąpiła w czwartej rundzie Australian Open. We French Open dwukrotnie w trzeciej rundzie (2001 i 2004). Była w ćwierćfinale Wimbledonu w 1997 roku i jest to jeden z jej największych sukcesów w tej rangi zawodach. Czterokrotnie w drugiej rundzie US Open.
W latach 1998–2001 reprezentowała Czechy w Fed Cup rozgrywając dziesięć meczów, z których w pięciu zwyciężyła.
Trenerem zawodniczki był Michael Kopriva od grudnia 1998 roku. Chládková lubi grać na kortach ceglastych. Rodzice mają imiona Slavoj i Renata. Ma siostrę, Reginę.

## Finały turniejów WTA
| Legenda                | Legenda |
| ---------------------- | ------- |
| Wielki Szlem           |         |
| Igrzyska olimpijskie   |         |
| WTA Tour Championships |         |
| 1988 – 2008            |         |
| Kategoria I            |         |
| Kategoria II           |         |
| Kategoria III          |         |
| Kategoria IV           |         |
| Kategoria V            |         |

### Gra pojedyncza (0–3)
| Końcowy wynik | Nr | Data             | Turniej      | Nawierzchnia    | Przeciwniczka         | Wynik finału     |
| ------------- | -- | ---------------- | ------------ | --------------- | --------------------- | ---------------- |
| Finalistka    | 1. | 8 sierpnia 1999  | Knokke-Heist | Ceglana         | María Sánchez Lorenzo | 7:6(2), 4:6, 2:6 |
| Finalistka    | 2. | 20 lutego 2000   | Hanower      | Dywanowa (hala) | Serena Williams       | 1:6, 1:6         |
| Finalistka    | 3. | 11 sierpnia 2002 | Helsinki     | Ceglana         | Swietłana Kuzniecowa  | 6:0, 3:6, 6:7(2) |

## Wygrane turnieje rangi ITF
| turnieje z pulą nagród 100 000 $ |
| turnieje z pulą nagród 75 000 $  |
| turnieje z pulą nagród 50 000 $  |
| turnieje z pulą nagród 25 000 $  |
| turnieje z pulą nagród 15 000 $  |
| turnieje z pulą nagród 10 000 $  |

### Gra pojedyncza
|    | Data       | Turniej  | Kat. | ($)    | Naw.   | Finalistka            | Wynik         |
| 1. | 24/04/1995 | Edynburg | ITF  | 10 000 | ziemna | Karolina Jagieniak    | 6:2, 6:2      |
| 2. | 08/05/1995 | Edynburg | ITF  | 10 000 | ziemna | Christina Habernigg   | 6:2, 4:6, 6:3 |
| 3. | 14/07/1996 | Puchheim | ITF  | 25 000 | ziemna | Sandra Klösel         | 6:3, 5:7, 7:6 |
| 4. | 11/08/1996 | Sopot    | ITF  | 75 000 | ziemna | Eva Martincová        | 6:3, 6:4      |
| 5. | 03/11/1996 | Edynburg | ITF  | 25 000 | twarda | Emanuela Zardo        | 7:6, 6:0      |
| 6. | 13/09/1998 | Edynburg | ITF  | 25 000 | ziemna | Joanne Ward           | 6:3, 6:2      |
| 7. | 21/07/2002 | Modena   | ITF  | 50 000 | ziemna | Jewgienija Kulikowska | 6:2, 6:3      |

### Gra podwójna
- 2003 – Helsinki z Ondraskovą
- 2003 – Warszawa z Craybas
- 2005 – Warszawa z Dragomir Ilie
- 2005 – Paryż z Camerin